# キクテレミルラジ265
『キクテレミルラジ265』はBSよしもとで2023年7月3日から2024年6月28日まで放送されていた情報番組。

## 概要
東京・大阪の若手育成劇場で活躍するネクストブレイク候補の芸人たちがMCとなり、固定カメラ一台、喋り一本で盛り上げる実験的なラジオ的テレビ番組。日本各地の住みます芸人が、日本全国の旬をピックアップする。なお、MCは週替わりではなく2部構成である。月・火・金曜日は東京のすみだメディアラボ、水・木曜日は大阪のなんばグランド花月から生放送を行っていた。番組終了までオープニングテーマはなかったが、前番組同様エンディングテーマは月替わりであった。また、2024年2月12日から3月末まではLemino及びAmazon Prime Videoで配信された各番組を一挙放送したため、再放送が休止された。なお、再放送初期の頃は深夜2:30から早朝6:00まで放送されていたが、2024年に入ってからはオープニングトークとCM及びチーキーズストアを丸々カットした再編集版の放送に変更された。そのため、再放送時は放送時間が30分短縮されていた。

## 出演者
放送終了時点
|              | 月曜日                               | 火曜日                               | 水曜日                               | 木曜日                               | 金曜日                               |
| ------------ | ------------------------------------ | ------------------------------------ | ------------------------------------ | ------------------------------------ | ------------------------------------ |
| MC（1部）    | マリーマリー                         | 金魚番長                             | 三遊間                               | タイムキーパー                       | 兄弟                                 |
| MC（2部）    | イチゴ                               | 梅谷斎 エアコンぶんぶんお姉さん      | ぐろう                               | ファンファーレと熱狂                 | 鬼ぷりん                             |
| 進行         | 赤間有華（BSよしもとアナウンサー）   | 赤間有華（BSよしもとアナウンサー）   | 佐竹美希（BSよしもとアナウンサー）   | 佐竹美希（BSよしもとアナウンサー）   | 赤間有華（BSよしもとアナウンサー）   |
| コーナー出演 | 小倉淳・春川正明・各地域住みます芸人 | 小倉淳・春川正明・各地域住みます芸人 | 小倉淳・春川正明・各地域住みます芸人 | 小倉淳・春川正明・各地域住みます芸人 | 小倉淳・春川正明・各地域住みます芸人 |

### 過去のレギュラー出演
- ハイツ友の会 （2023年7月6日 - 2024年3月28日[4]）- 木曜日MC（2部）担当。レギュラー卒業後の2024年6月27日には西野がピンで出演し、これが同コンビ解散後初のメディア出演となった。

### ゲスト（コーナーゲスト含む）
- 諸見里大介（吉本新喜劇）：2023年7月12日
- ぬまんづ（静岡県住みます芸人）：2023年8月1日
- もりすけ（吉本新喜劇、愛媛県住みます芸人）：2023年8月2日
- 祇園、笑福亭仁福（落語家）：2023年8月16日
- 小寺真理：2023年8月17日
- 田津原理音：2023年8月23日
- オズワルド：2023年8月24日
- ソイくん（カエルサークル）、菊地浩輔（チーモンチョーチュウ）（よしもと手話ブ！）：2023年9月25日
- キャプテン★ザコ（キャベツ確認中・iU学院客員教授）・林純輝（同学院学生）：2023年9月29日
- しんや：2023年10月26日[注 8]
- 新浜レオン（俳優・演歌歌手）：2023年10月20日、27日[5]、2023年12月18日、2024年1月29日[注 9]
- ノーサイン（滋賀県住みます芸人）：2023年11月1日
- 河口恭吾（歌手）：2023年11月13日
- 熊澤歩哉・中林登生（パフォーマンスユニット『円神』メンバー）：2023年11月27日[7]
- A.rik・宮里ソル（同上）：2023年12月1日[8]
- トレンディエンジェル：2023年12月6日
- きゃろっときゃべつ（京都府京丹後住みます芸人）：2023年12月18日、2024年3月14日
- ビックロング（お笑いコンビ）：2024年1月25日
- キャツミ：2024年2月1日
- 武田幸三（俳優、元キックボクサー）：2024年2月5日
- エバース：2024年3月4日[注 10]、4月1日
- ド天国：2024年4月2日
- ゼロカラン：2024年4月9日、29日、5月6日[注 11]
- 田村裕（麒麟）：2024年4月10日
- 長内あや愛（食文化研究家・起業家）：2024年4月23日
- オダウエダ：2024年4月29日
- ボニータ：2024年4月30日
- どんちっち（お笑いコンビ）：2024年5月1日
- 空前メテオ：2024年5月3日
- しゅんしゅんクリニックP：2024年5月6日
- 森田まりこ（吉本新喜劇）[注 12]：2024年5月8日
- 狛犬：2024年5月14日
- 男気サトシ （お笑い芸人）[注 13]、木下航志（シンガーソングライター）：2024年5月20日
- モンスーン（お笑いコンビ、兵庫県住みます芸人）：2024年5月22日
- シゲカズです：2024年5月23日
- サンシャイン：2024年5月27日
- 田中一彦（スーパーマラドーナ）、桂枝光&桂三風（落語家）[注 14]：2024年5月29日
- span!（大阪府住みます芸人）：2024年5月29日、同年6月26日
- スカチャン：2024年5月31日
- 世間知らズ：2024年6月3日
- 住吉大和（吉本新喜劇）：2024年6月5日
- おばあちゃん：2024年6月7日
- かけおち：2024年6月11日
- 西代洋（ミサイルマン）、家族チャーハン：2024年6月17日[9]
- 伝書鳩、鳴瀬聖人（映画監督）：2024年6月18日
- どさけん（山口県住みます芸人）、ライムギ（お笑いコンビ）、清川雄司：2024年6月19日
- 例えば炎、マーティー（お笑いコンビ）：2024年6月20日
- 長崎亭キヨちゃんぽん（長崎県住みます芸人）、たにさか（わんだーらんど、和歌山県住みます芸人）：2024年6月26日
- 原田泰雅（ビスケットブラザーズ）：2024年6月27日

## 放送時間
本放送
- 月曜 - 金曜 14時 - 18時（2023年7月3日 - 2024年6月28日）

再放送
- 月曜 - 金曜 26時30分 - 30時（2023年7月10日 - 12月29日）
- 月曜 - 金曜 26時30分 - 29時30分（2024年1月8日 - 2月9日、同年4月1日 - 7月5日）

## コーナー
市町村長 うた自慢まち自慢
各市町村の魅力を紹介した上で、市町村長が自ら選曲した曲を歌いあげるコーナー。2023年8月25日放送の『小倉淳の47フォーカス』内での小倉の発言(BSよしもと番組審議会に出席した委員等の代読)によれば、全国大会を企画できないか構想中であり、これはその予選という位置付けであるとされている。コーナー特設YouTubeチャンネルでも配信されている。
なお、当コーナーは次番組「発信Live ジモトノチカラ!」でも引き続き放送される。

週刊ローカルNEWS
住みます芸人と中継をつないで日本各地のイベントやホットな情報を紹介するコーナー。

道の駅エクスプレス
住みます芸人と日本各地の道の駅から中継をつないで魅力を紹介するコーナー。2024年6月のみ番外編としてアジア住みます芸人と中継をつないで、主に東南アジア各地の屋台やお土産店も紹介していた。なお、うた自慢まち自慢と同様に当コーナーも「発信Live ジモトノチカラ!」でも放送される。

小倉淳の47フォーカス ※月・火・水・金曜放送
地方創生をテーマとしたVTR放送の約30分間の情報番組で、主に17時頃から放送されている。MCの小倉淳とゲストコメンテーターが住みます芸人とリモート中継でつなぎ、住みます芸人が出演・制作した事業VTRを観ながら地方創生について語り合う。スタジオはワシんとこ・ポストのセットがほぼそのまま流用されていて、コメンテーターも一部を除き、同番組からの継続出演である。また、MCの小倉は、同時に同局の番組審議会で出た内容や要望、同議会に出席した委員からの意見等の代読も担当している。2024年2月4日には1時間の特別番組として「47 住みます芸人サミット」が放送された。なお、当番組終了後も当コーナーは1時間に拡大し、単独番組として引き続き放送されている。

なにわ商店街ええもんみっけ隊 ※水曜放送
大阪府住みます芸人のspan!と吉本新喜劇座員が大阪府内の商店街を巡り、世界に発信したい「おすすめ商品」「名物店主」など、「ナニワのええもん」を紹介する2025年に開催予定の大阪万博に向けたVTRコーナー。なお、2024年6月に当時BSよしもとアナウンサーだった佐竹アナウンサーが一度だけVTR出演した。

春さんの関西ごっつい商売人 ※木曜放送
ジャーナリストの春川正明をスタジオに招き、木曜番組MCのタイムキーパーが関西を中心とした地方創生について学ぶコーナー。

フルサト超感謝祭 ※不定期放送
2023年から全国各地の自治体と吉本興業が連携し、地域の魅力をPRすることを目的としたイベント「フルサト超感謝祭」のダイジェストVTRを放送。当番組のコーナーである「市町村長 うた自慢まち自慢」も当イベントでも行われ、収録されたものが当コーナーで流れる場合がある。
|     | 月曜日 | 火曜日 | 水曜日 | 木曜日                                                                     | 金曜日 |
| --- | --- | --- | --- | -------------------------------------------------------------------------- | --- |
| 1部 | - Love Traveler - えびちゃんのコレで一杯、やらなぁ〜い?                                                                                  | - オシャレ番長→アート番長                                                                                      | - あるあるプロ野球 | - タイムボードゲーム - 人間をダメにする大悪魔飯                            | - 兄弟の兄弟喧嘩 - 兄弟の力飯                                                                                    |
| 2部 | - イチゴのお遊びの時間/行くと(イクト)気晴ら(木原)しになるイチゴスポット - イクトのパクレシピ→ご当地飯パクレシピ→本物を見極めろ！利き土産 | - 全国ご当地キャラ集会→住みますぺディア - 梅ちゃんとこんねきのBOOM BOOM知恵袋→梅ちゃんとこんねきのBOOMBOOM! FM | - 家村涼太の渾身の一食 - シンガーソングライターTAKUMIのエンディングテーマを歌わせろ！ 高松巧の匠を目指せ！ - なんばグランド花月徒歩5分グルメ | - こうちゃんのニュースにアツく物申す！ - キーパーチャオチャオ ご当地ビンゴ | - 鬼うまぷりんタイム - おしえて！！みんなのぼっスポ - 聖地を知ろう - 連続ピッピ小説 - ピッピ大谷の勝手に週末占い |

## 過去のレギュラー及び期間限定コーナー
曜日対抗265選手権
各曜日のMCが「265」にちなんだ企画に挑戦するミニコーナー。例えばストップウオッチであれば、265秒（=4分25秒）ぴったりでなければ成功とはならない。265秒達成した場合は、『まばたき265秒我慢』では、特別ボーナスとして3ポイント。ただ、その後は『ジャンプアップキャンペーン』期間中を除き、1ポイントとなる。また、仮に「265」達成できなかった場合でも、その週の最高記録が出たら1ポイント加算し、10点溜まった曜日には番組側から賞品が用意された。なお、失敗した場合はその場で罰ゲームが執行される。2024年2月最終週に金曜日が10点に到達したため、リセットとなる予定だった。しかし、コーナーを再開することなく番組終了と同時に終了となった。
日本バズらせ計画
番組TikTok開設記念企画。放送中に都道府県名が書かれたくじを引き、引いたくじに書かれていた都道府県に関する30秒程度のショートネタを各MCが即興で披露する。
日本を盛り上がレオンしちゃおう！ ※期間限定コーナー
新浜レオンのリリース曲「捕まえて、今夜。」の「窓ふきダンス」を住みます芸人が日本各地で披露するコーナー。
森貴史がやれるのか!? ※期間限定コーナー
2024年3月21日から週を跨いで26日までの4回連続のシリーズとして実施された。
ニッポン!開花NEWS ※期間限定コーナー
2024年春に各地域の住みます芸人と中継を結んで、桜の開花状況を伝えた。

## 過去のミニコーナー
- こんねきの気持ち
- ぐろうアップチャレンジ[注 24]
- ハイツ俳句の会[注 25]
- ホンマの人生ゲーム[注 26]

## 過去に実施された特別企画
家族のお茶漬けPRコンテスト
2023年11月の第2週に月から金の各1部曜日MCが、丸美屋の家族のお茶漬けをPRした。なお、審査は丸美屋のスタッフが厳正に行い、翌週の放送で結果が発表された。受賞した曜日は、同局にて同年12月よりTVCMとして放映された。また、受賞できなかった曜日MCのPRもwebCMとして配信された。

## 特別番組
- 2023年10月2日の放送は、『キクテレミルラジ265MC全員大集合 最旬グルメが集まった日本一のBBQ大会 日本一に挑戦しまくる4時間SP』のタイトルで放送された[19]。当時の東京・大阪のMCがすみだメディアラボに集結し、各住みます芸人からオススメされた食材を使ったBBQ大会を行い親睦を深め合った。第2部では演歌歌手の新浜レオンがゲスト出演した。この日のメインアシスタントは、第1部はマリーマリーのタコスとタイムキーパーのひできが担当し、第2部はタイムキーパーが別の仕事に行ったこともあり、タコスが単独で担当した。進行も赤間・佐竹両アナウンサーが分担して担当した。なお、この日がスペシャル回だったこともあり、この週の曜日対抗265選手権は休止となった。

- 2024年2月14日～15日と21日の放送は、なんばグランド花月の工事による休館[20]に伴いスタジオが使用できないため、大阪チームも東京のすみだメディアラボから放送を行った。

## 曜日対抗265選手権で実施した競技と成否と最高記録/その他
| 年     | 月   | 月    | 実施した競技                                                                                       | 成否 | 最高記録他                                                   |
| ------ | ---- | ----- | -------------------------------------------------------------------------------------------------- | ---- | ------------------------------------------------------------ |
| 2023年 | 7月  | 第1週 | 「ストップウオッチ265秒止め」                                                                      |      | 4分14秒(三遊間)                                              |
| 2023年 | 7月  | 第2週 | 「炭酸水265ml残し」                                                                                |      | 237ml (イチゴ)                                               |
| 2023年 | 7月  | 第3週 | 「2・6・5川柳」                                                                                    | なし | 76いいね！(兄弟/寿司 あるがゆえの わさびかな)                |
| 2023年 | 7月  | 第4週 | 「風船265膨らまし」                                                                                |      | 27cm (鬼ぷりん)                                              |
| 2023年 | 7月  | 第5週 | 「スタジオ265探し」                                                                                |      | 24cm (金魚番長/古市の臭い靴の底で測ったチラシの折り目の長さ) |
| 2023年 | 8月  | 第1週 | 「まばたき265秒我慢」                                                                              |      | 265秒達成(イチゴのイクトが達成)                              |
| 2023年 | 8月  | 第2週 | 「チンチロリン265」                                                                                |      | 265達成(兄弟の紅葉が達成)                                    |
| 2023年 | 8月  | 第3週 | 「おもしろキャッチコピー265」                                                                      |      | 181画(ハイツ友の会/火曜2部のMCを旧字体で)                    |
| 2023年 | 8月  | 第4週 | 「メジャーギュイーン265」                                                                          |      | 26.5cm達成(マリーマリーのタコスと兄弟の体制が同週に達成)     |
| 2023年 | 9月  | 第1週 | 「ピロリロリンスズランテープ265」                                                                  |      | 265.5cm(鬼ぷりん)                                            |
| 2023年 | 9月  | 第2週 | 「冷え冷え＆熱々カフェオレ265)」                                                                   |      | 22.5℃(兄弟)                                                  |
| 2023年 | 9月  | 第3週 | 「お豆コロコロお箸でポイポイ265」                                                                  |      | 4分32秒(梅谷斎・エアコンぶんぶんお姉さん)                    |
| 2023年 | 9月  | 第4週 | 「元気モリモリ!お米モリモリ!カロリーモリモリ265」                                                  |      | 3,03kCal(タイムキーパー)                                     |
| 2023年 | 10月 | 第1週 | 特別編成のため、休止                                                                               | なし | なし                                                         |
| 2023年 | 10月 | 第2週 | 「子供の頃 養った金銭感覚は大人になった今でも同じですか? お買い物ウキウキ!心トキメキ!お小遣い265」 | なし | 生姜焼きの素(エバラ食品)/ハイツ友の会                        |
| 2023年 | 10月 | 第3週 | 「トランプタワー265」                                                                              |      | 1分30秒12(三遊間)                                            |
| 2023年 | 10月 | 第4週 | 「スタジオ265探し シーズン2」                                                                      |      | 273g(鬼ぷりん)                                               |
| 2023年 | 10月 | 第5週 | 「ミイラ265」                                                                                      |      | 268cm(三遊間)                                                |
| 2023年 | 11月 | 第1週 | 「万歩計265」                                                                                      |      | 25.5cm(イチゴ)                                               |
| 2023年 | 11月 | 第2週 | 「りんご265」                                                                                      |      | 27.1cm(マリーマリー)                                         |
| 2023年 | 11月 | 第3週 | 「最高気温265」                                                                                    |      | 26.1℃(2020年9月21日/イチゴ)                                  |
| 2023年 | 11月 | 第4週 | 「BMI265」                                                                                         |      | 26.23(EXIT りんたろー。 /マリーマリー)                       |
| 2023年 | 12月 | 第1週 | 「紙粘土265」                                                                                      |      | 24.803インチ(鬼ぷりん)                                       |
| 2023年 | 12月 | 第2週 | 「熱々コーヒー265」                                                                                |      | 328cm(三遊間)                                                |
| 2023年 | 12月 | 第3週 | 「相方に言いたかった事265」                                                                        |      | 36語(鬼ぷりん)                                               |
| 2023年 | 12月 | 第4週 | 「くじ引き265」                                                                                    | なし | 成功者なし                                                   |
| 2024年 | 1月  | 第1週 | 年末年始特別編成のため、休止                                                                       | なし | なし                                                         |
| 2024年 | 1月  | 第2週 | 「燃えよドラゴン265」                                                                              |      | 成功者なし                                                   |
| 2024年 | 1月  | 第3週 | 「激すっぱジュース265」                                                                            |      | イチゴ(267ml)                                                |
| 2024年 | 1月  | 第4週 | 「我等友情☆永久不滅265」                                                                           |      | 金魚番長(21/29点)                                            |
| 2024年 | 1月  | 第5週 | 「マクドナルド265」                                                                                |      | ぐろう(2582kcal)                                             |
| 2024年 | 2月  | 第1週 | 「551 265」                                                                                        |      | 三遊間(2558kcal)                                             |
| 2024年 | 2月  | 第2週 | 「恋のビリビリ♡ チロルチョコ265」                                                                  |      | 2分27秒(ハイツ友の会 西野&タイムキーパー ひでき)             |
| 2024年 | 2月  | 第3週 | 「寒中息止め265」                                                                                  |      | 55秒(イチゴのイクトが記録)                                   |
| 2024年 | 2月  | 第4週 | 「熱々甘酒265」                                                                                    |      | 3分38秒(兄弟 紅葉)                                           |

## エンディングテーマ
| 年     | 月     | 月     | 曲名                                     | 歌手名・ユニット名         |
| ------ | ------ | ------ | ---------------------------------------- | -------------------------- |
| 2023年 | 7月度  | 7月度  | 「しりとり〜りんごゴリララッパパセリ〜」 | メンバー                   |
| 2023年 | 8月度  | 8月度  | 「君のナツ、ユビサック」                 | チョコレートプラネット     |
| 2023年 | 9月度  | 9月度  | 「Becauseこんな自分Believe feat.こぴ」   | 8月19日のノイズ            |
| 2023年 | 10月度 | 10月度 | 「アキ君へ、ユビサック」                 | チョコレートプラネット     |
| 2023年 | 11月度 | 11月度 | 「今日を本気で生きているかい」           | 河口恭吾                   |
| 2023年 | 12月度 | 12月度 | 「トーキョーlast number」                | スパンコールグットタイムズ |
| 2024年 | 1月度  | 1月度  | 「アイドル界隈」                         | SAD originals.             |
| 2024年 | 2月度  | 2月度  | 「尺繋ぎボーイフレンド」                 | ツチヤカレン               |
| 2024年 | 3月度  | 3月度  | 「Pierrot」                              | M&R                        |
| 2024年 | 4月度  | 4月度  | 「全てあげよう」                         | 新浜レオン                 |
| 2024年 | 5月度  | 5月度  | 「窓」                                   | 木下航志                   |
| 2024年 | 6月度  | 6月度  | 「百花繚乱」                             | ESTLINK☆                   |